# Night and Day (古内東子のアルバム)
『Night and Day』（ナイト・アンド・デイ）は、古内東子のサウンドトラック・アルバム。1997年9月21日にソニー・レコードからリリースされた（SRCL-4056）。

## 解説
TBS系東芝日曜劇場『オトナの男』劇中音楽収録サウンドトラックアルバム。

## 収録曲
作詞・作曲:古内東子　編曲:小松秀行
1. 大丈夫（anxious girl's version）
2. 大丈夫（empty room version）
3. Busy Busy Day
4. On the way home
5. On the way home（spoiled Sunday version）
6. Busy Busy Day（yellow sun-dress version）
7. 大丈夫（under the moon version）
8. 大丈夫(traffic jam version)
9. 本当ね(interlude)
10. 本当ね <新曲>
11. 大丈夫(reprise)